# Баттамбанг
Баттамба́нг (кхмер. ខេត្តបាត់ដំបង) — провінція (кхет) у північно-західній частині Камбоджі. Адміністративний центр — місто Баттамбанг.

## Географія
Південно-західна частина провінції зайнята вкритими лісами Кардамоновими горами. Північний схід Баттамбангу щороку заливається водами озера Тонлесап.

## Історія
Люди в місцевості, яку нині займає провінція Баттамбанг, оселялись здавна. Про це свідчать руїни ангкорських пам'яток XI—XII століть, зокрема Ват Банан, Ек Пном, Басет, Прасат Снинг тощо.
У XV—XVIII століттях на територію провінції вторгалась армія сусіднього Сіаму. 1795 року Сіам анексував більшу частину північно-західної Камбоджі, включаючи провінції Баттамбанг і Сіємреап. 1907 року за угодою з Францією провінції повернулись до Камбоджі, щоб стати частиною Французького Індокитаю. Після цього територія провінції неодноразово змінювала свій склад і набула сучасного вигляду 1998 року, коли з її складу було виділено автономний округ Пайлін.
1967 року на території провінції силами безпеки Сіанука було придушено селянське повстання. За червоних кхмерів, у 1975—1979 роках, жителі міст були виселені до сільської місцевості для примусової праці. Після поразки червоних кхмерів провінція ще тривалий час залишалась оплотом їхнього спротиву урядовим військам (до 1996 року).

## Демографія
Динаміка чисельності населення провінції за роками:
| 1998    | 2005    | 2008      | 2013      |
| ------- | ------- | --------- | --------- |
| 793 129 | 997 840 | 1 025 174 | 1 138 076 |

## Адміністративний поділ
В адміністративному сенсі територія провінції поділяється на 13 округів (сроків):
| Код  | Назва          | Оригінал |
| ---- | -------------- | -------- |
| 0201 | Банан          | បាណន់      |
| 0202 | Тмакоуль       | ថ្មគោល     |
| 0203 | Баттамбанг     | បាត់ដំបង    |
| 0204 | Бавіль         | បាវិល      |
| 0205 | Екпном         | ឯកភ្នំ     |
| 0206 | Маунгрюссей    | ម៉ោងឬស្សី    |
| 0207 | Ратанакмондоль | រតនមណ្ឌល  |
| 0208 | Сангкае        | សង្កែ      |
| 0209 | Самлот         | សំឡូត      |
| 0210 | Самполун       | សំពៅលូន     |
| 0211 | Пномпрок       | ភ្នំព្រឹក    |
| 0212 | Камрієнг       | កំរៀង      |
| 0213 | Коаскрала      | កោះក្រឡ     |

## Економіка
Провінцію називають «камбоджійською рисовою чашею». Там добре розвинуто сільське господарство зі значною часткою виробництва рису. Департамент сільського господарства Камбоджі виділяє фермерам якісне селекційне насіння та значні кошти на експерименти в багатьох районах провінції.
Окрім рису, в провінції також вирощуються кукурудза, маніок, батат тощо. Окрім того, частина сільськогосподарських угідь зайнята технічними культурами, зокрема земляними горіхами, соєю, джутом і цукровою тростиною. Окрім іншого провінція виробляє у значній кількості ананаси, кунжут, грейпфрути, пальмову олію та шафран.
Окрім землеробства, місцеві жителі займаються тваринництвом, виготовленням кормів для тварин тощо. Також у провінції Баттамбанг розвинуто рибальство на рисових полях.

## Транспорт
Провінцією проходить національне шосе № 5, що поєднує столицю Баттамбангу з Пномпенем. Автомобільний шлях № 57 з'єднує місто Баттамбанг з Пайліном.
Провінцією також проходить залізниця з Пномпеня через Баттамбанг до Сісопхона, збудована ще у 1930-их роках французами. Під час громадянської війни залізнична інфраструктура сильно постраждала.
Окрім того, наявне водне сполучення з Сіємреапом. У місті Баттамбанг є аеропорт (IATA: BBM), що нині не працює.

## Пам'ятки

### Ват Ек Пном
Ват Ек Пном — атмосферний, частково зруйнований храм XI століття, розташований за 11 км на північ від адміністративного центра провінції. Має розміри 52 м. на 49 м. й оточений рештками латеритової стіни та стародавнім бараєм. На різьбленій перегородці дверного отвору східного входу до центрального храму — барельєф з відомим індуїстським сюжетом збивання Молочного океану. По боках храму в верхній частині також є барельєфи, що добре збереглись. Зведення величезної статуї Будди поряд із храмом було зупинено владою, оскільки це б порушило цілісність стародавнього архітектурного ансамблю.

### Ват Банан
Ват Банан розташований за 25 км на південь від міста Баттамбанг і є більш скромною версією знаменитого Ангкор-Вату. Храмовий комплекс було зведено в X столітті. Нині є популярним місцем паломництва.

### Кампінг Пуой
Кампінг Пуой — це грандіозна гідротехнічна, зведена за часів володарювання червоних кхмерів. Є масивною дамбою між двома пагорбами й великим водосховищем, що дотепер має важливе значення для іригації. Ємність сховища становить до 110 млн м³. Кампінг Пуой розташований за 35 км на захід від Баттамбанга.